# Agrupación Coral de Cámara de Pamplona
La Agrupación Coral de Cámara de Pamplona es una institución musical coral mixta fundada en 1946. Está compuesta por alrededor de 24 cantantes, profesionales o semiprofesionales. Su objetivo es la interpretación y difusión de la música coral de cámara, en especial de compositores navarros.

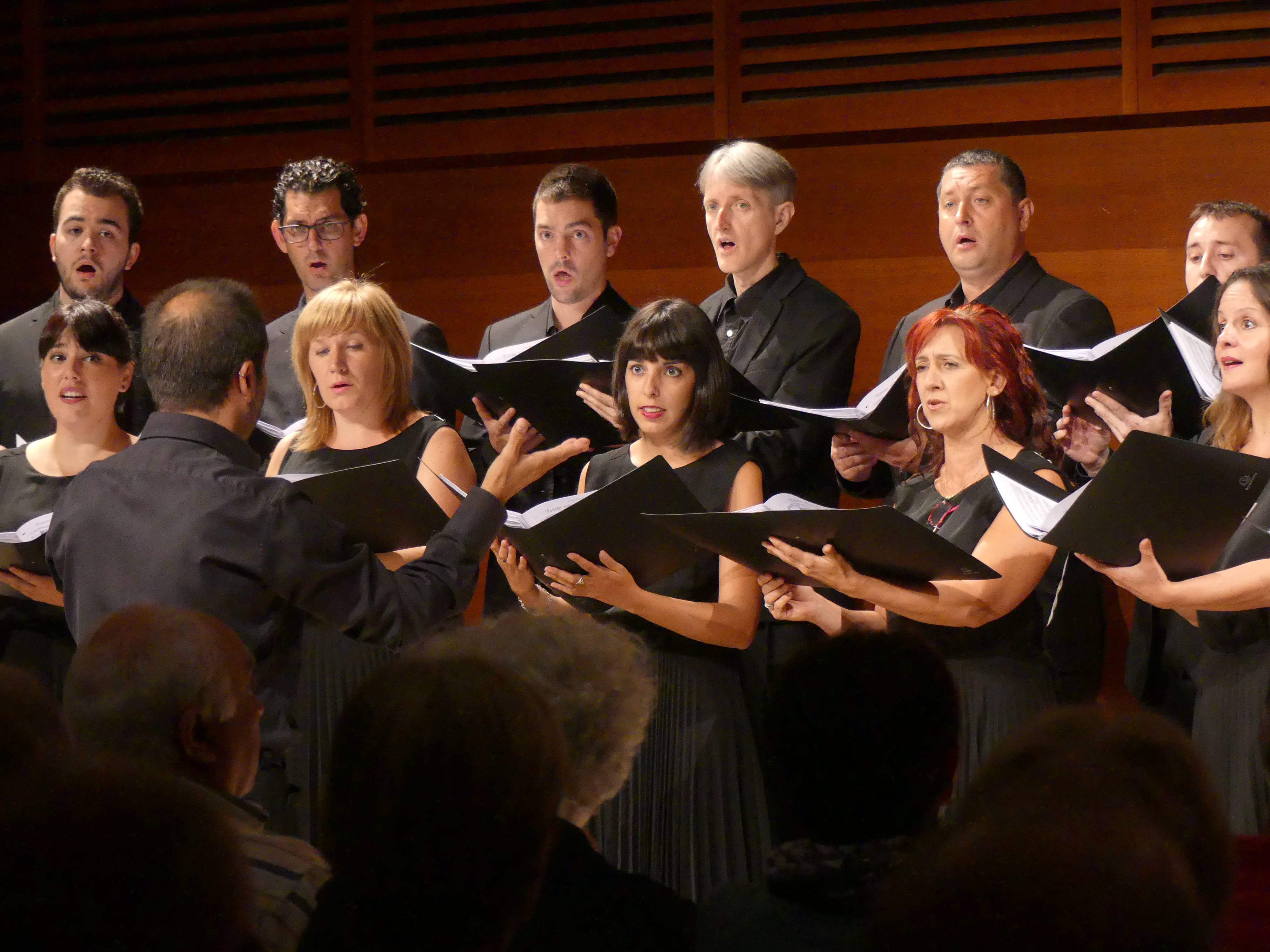
La Coral de Cámara de Pamplona, en una actuación en la Quincena Musical de San Sebastián, en agosto de 2017.

Su director fundador fue Luis Morondo (Puente La Reina, 1909- Pamplona, 1983). Desde 2013 la dirección musical recae en David Gálvez Pintado.
La Coral cuenta con una Coral Infantil y una Coral Juvenil, con más de 70 niños y jóvenes.
Actualmente cuenta con el apoyo del Ministerio de Cultura, Gobierno de Navarra y Ayuntamiento de Pamplona, además de la Obra Social La Caixa, Fundación Caja Navarra y Fundación Diario de Navarra.

## Historia

### Fundación (1946-1983)
La Agrupación Coral de Cámara de Pamplona fue fundada por Luis Morondo en noviembre de 1946. Surgida de una escisión del Orfeón Pamplonés, el coro estaba formado por 12 cantantes amateurs y realizaban ensayos todos los días de la semana en casa de su director.
Su presentación ante el público navarro fue el 11 de diciembre de 1946 en el Coliseo Olimpia de Pamplona, en un concierto de ciclo de la Orquesta Santa Cecilia, hoy Orquesta Sinfónica de Navarra.
En 1947, realiza su primer concierto fuera de Navarra, en el cine Diana de Logroño, y se presenta en San Sebastián dentro de la Quincena Musical. Un año más tarde, en 1948, la Coral comienza sus giras al extranjero (Portugal, Francia) y, en junio, consigue el Segundo Premio en el Llangollen International Musical Eisteddfod. A este mismo concurso se presenta un año después (1949) y gana el Tercer Premio. Actúan para la cadena pública británica, la BBC, y son invitados a actuar en la Sala Pleyel de París.
En 1950 llega la consolidación definitiva de la Agrupación, con la consecución del Gran Premio en el Concurso Internacional de Coros de Lille. Además, recibe la Medalla de Oro de la Ciudad. Ese mismo año realiza su primera aparición en las Semanas Musicales Internacionales de la Abadía de Royaumont, festival al que regresarán sucesivamente en años posteriores.
La Coral se hace habitual en los escenarios europeos y actúa en las principales salas de conciertos de Francia (Abadía de Royaumont, Sainte Chapelle, Sala Gaveau), Italia (Teatro Pérgola de Florencia), Portugal, Inglaterra, Alemania (Sala Volksbühne de Hannover), Bélgica, Suiza, Holanda (Conzertgebow de Amsterdan), Austria (Kontzerhaus de Viena), Finlandia, Suecia y relevantes escenarios españoles como el Palau de la Música Catalana o el Teatro Real de Madrid.

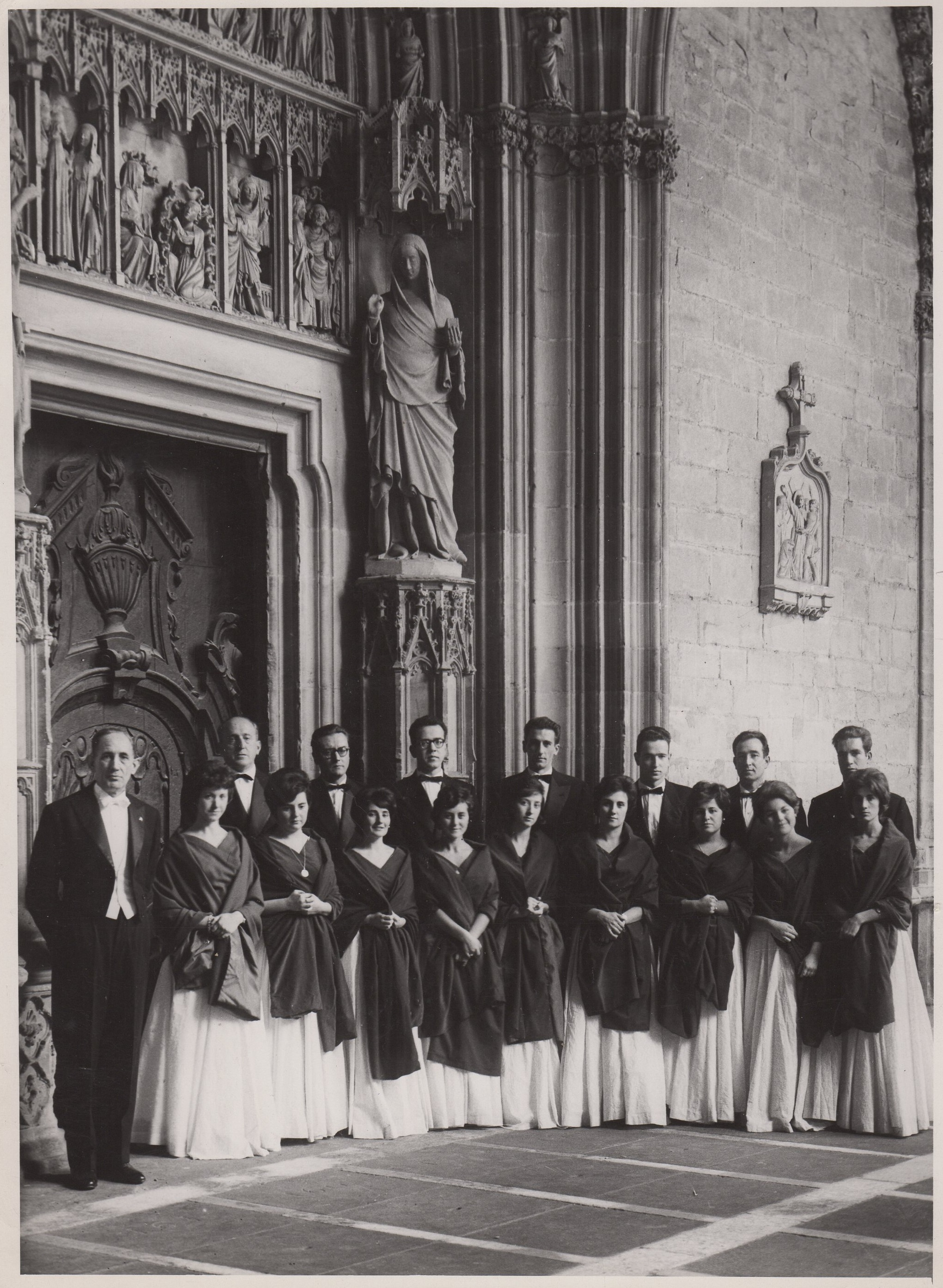
La Coral de Cámara de Pamplona, en una foto de archivo de los años 50.

Durante esos años, la Coral es invitada a participar en festivales como Festival Musical de Nantes, Festivales Internacionales de Segovia, Festival Internacional de Alsacia, Festival Internacional de Cámara de Divonne, Festival de Música de Gijón, Mayo Musical de Burdeos, Festival Internacional de Granada, Festival Internacional de Estrasburgo, Festival Internacional de Vincennes, Festival de las Noches de Borgoña, Festival Internacional de la Aubernia, Festival Internacional de Viena, Festival Internacional de Bruselas, Festival Internacional de Graz o Festival Internacional de Santander.
En cuanto a los viajes intercontinentales, la Coral es invitada varias veces a visitar en Marruecos y Argelia, donde en 1957 es premiada con el Trofeo de la ciudad de Argel. En 1979 participan en la Semana Internacional de Masas Corales de Jerusalén, siendo los encargados del concierto de clausura. A finales del año 1951 realiza una gira de tres meses por Brasil, Uruguay, Chile y Argentina, donde actúa en el Teatro Colón de Buenos Aires y recibe el Diploma del Colegio de Críticos Musicales de Argentina al mejor conjunto que había visitado dicho país.
En los años 1957 y 1959 la Coral realiza dos giras por Estados Unidos y Canadá. Actúa, entre otros lugares, en el Metropolitan House y el Town Hall de Nueva York y graba dos discos para la discográfica Columbia. Uno de sus conciertos fue retransmitido por la NBC.
Durante sus primeros 40 años de existencia, la Coral grabó casi medio centenar de discos para discográficas como la estadounidense Columbia, las francesas Lume, Ducretet-Thomson o Club del Disco, la alemana Telefunken, la holandesa Philis o la inglesa Westminster.

### José Luis Eslava, nuevo director (1983-1994)
En enero de 1983, fallece Luis Morondo y le sucede en la dirección José Luis Eslava. Bajo su batuta, la Coral actúa en Musikaste, en el Festival de Granada, inaugura la Quincena Musical Donostiarra y clausura el Festival de Música Española del siglo XX de León. Además, participa en el IV Ciclo de Música Coral Hispanoamericano celebrado en La Habana (Cuba), en el Festival de Música de Georgia y actúa en Moscú (URSS), además de realizar una nueva gira por Estados Unidos.

### Máximo Olóriz y Koldo Pastor
En 1994 asume la dirección Máximo Olóriz, quien lleva a cabo una importante renovación incorporando al grupo jóvenes voces, lo que supuso un cambio en el estilo interpretativo del coro. Destaca la participación de la Coral en diversos Festivales Internacionales como Biarritz, Nantua, Primavera Musical de Venecia, Festival de Arte Sacro de Madrid, además de una nueva gira, en 1995, por Argentina, la quinta de la historia de la Coral.
En 1998, bajo la dirección artística de Koldo Pastor, la Coral convierte la interpretación de la música más vanguardista en el eje fundamental de su repertorio y  participa en el XIV Festival Internacional de Música Contemporánea de Alicante y en el XIII Encuentro Coral “Ciudad de Torrevieja”. Actúa en el Auditorio de Zaragoza con motivo de la IV Semana de Música Contemporánea, en la Capilla del Palacio Real de Aranjuez y realiza una gira por Marruecos.
Destaca la grabación, edición y estreno de la Suite Coral El Camino, Campo de Estrellas, homenaje al Camino de Santiago de los compositores navarros Koldo Pastor, Carlos Etxeberría y Vicent Egea, e interpreta obras de Carlos Guinovart o Iruñeako Taldea, grupo de compositores formado por Teresa Catalán, Jaime Berrade, Vicent Egea, Patxi Larrañaga y Koldo Pastor.

### En la actualidad
En septiembre de 2001, es nombrado director de la Coral Pello Ruiz y en 2004 la dirección la ejerce David Guindano, quien destaca por profundizar en el repertorio de la música antigua, creando un coro profesional especializado dentro de la Coral, Nova Lux Ensemble, que ofrece su primer concierto en 2006. Son muy destacables las diferentes grabaciones en disco que se realizan, rescatando a autores navarros como Michael Navarrus, Juan Francés de Iribarren o Miguel de Irizar. También en 2006, la Coral de Cámara de Pamplona celebra su Primer Concurso de Composición Luis Morondo, con el que pretende incentivar la nueva creación, seña de su propia identidad.
En los años posteriores Jesús María Echeverría, Sergi Moreno-Lasalle o Josep Cabré se suceden en la dirección artística.
Desde 2012 su director es David Gálvez Pintado. Bajo su batuta la Coral participa en el Musikfestpiele de Potsdam (Alemania), en Bilbao Ars Sacrum, la Quincena Musical de San Sebastián, la Semana de la Música Vasca de Rentería (Musikaste), la Semana de Música Antigua de Estella, entre otros, además de realizar diversas giras por Francia, Bélgica y Holanda con el programa Misa de Indios, junto a Ensemble La Chimera.

## La Coral y los compositores contemporáneos
La Coral de Cámara de Pamplona nació con el objetivo de interpretar la polifonía de los siglos XV, XVI y XVII. Destacan interpretaciones del Oficio de difuntos y Oficio de Semana Santa de Tomás Luis de Victoria o L’Anfiparnasso de Orazio Vechi. Pero pronto amplía su repertorio.  
Fruto de la relación de amistad entre el fundador y director de la Coral, Luis Morondo, y el compositor Fernando Remacha, comienza la Coral a introducirse en el mundo de la música de su momento y el autor tudelano compone diversas obras para la Coral, entre las que destacan las obras Copla de Jota, Cantibus Organis, Juegos o Llanto por Ignacio Sanchez Mejías.
La Coral también consigue acceder al compositor exiliado en Francia Salvador Bacarisse, quien escribe diversas obras para el coro como Ojos claros, serenos o El caballero de Olmedo.
Otros autores que tienen relación directa con la Coral durante los años cuarenta y cincuenta son Oscar Esplá, Joaquín Rodrigo, Leonardo Balada, Julián Bautista, Eduardo Grau, Joseph Canteloube, el húngaro Paul Arma o el francés Henry Sauguet.
Al comenzar la década de los 70, la Coral se adapta a una nueva modernidad dada por unos nuevos compositores. Realiza el estreno en España de la obra Transfiguración de Tomás Marco y comienza una relación estrecha con Agustín González Acilu. De este compositor estrena Arrano Beltza, en 1977, y, a finales de los 80, Izena ur izana, además de grabar El libro de los Proverbios.
Bajo la dirección de David Gálvez Pintado (Valencia, 1974), la Coral retoma la interpretación de las obras pertenecientes a su patrimonio, además de continuar con el encargo de obras a los compositores de su tiempo (Tomás Marco, Koldo Pastor...).  

## Premios y distinciones
- 1948 Segundo Premio en el Llangollen International Musical Eisteddfod.
- 1949 Tercer Premio en el Llangollen International Musical Eisteddfod.
- 1950 Gran Premio en el Concurso Internacional de Coros de Lille.
- 1950 Medalla de Oro de la Ciudad de Lille.
- 1951 Medalla de Oro de la Ciudad de San Nicolás (Argentina).
- 1951 Diploma del Colegio de Críticos Musicales de Argentina al mejor conjunto que ha visitado el país.
- 1955 Encomienda de la Orden del Mérito Civil.
- 1955 Medalla de Oro de la Ciudad de Vincennes.
- 1957 Socio de Honor de la Agrupación Universitaria.
- 1957 Gran Copa de Plata del Festival de Música de Argel.
- 2005 Medalla de Oro del Mérito al Trabajo.[5]
- 2018 Premio Príncipe de Viana de la Cultura.